# Université nationale de Gangneung-Wonju
L'université nationale de Gangneung-Wonju (en hangul : 강릉원주대학교) est une université nationale de Corée du Sud située à Gangneung dans le Gangwon. 

## Composantes

### Facultés de1ercycle
- Faculté de sciences humaines
- Faculté de sciences sociales
- Faculté de sciences de la nature
- Faculté de sciences du vivants
- Faculté d'ingénierie
- Faculté d'arts et d'éducation physique
- Faculté d'odontologie
- Faculté des industries culturelles